# Relicina
Relicina — рід грибів родини Parmeliaceae. Назва вперше опублікована 1974 року.